# Зиґмунт Гюбнер
Зиґмунт Гюбнер (пол. Zygmunt Hübner; 23 березня 1930, Варшава — 12 січня 1989, там же) — польський актор, режисер, публіцист і педагог.

## Освіта
У 1952 році закінчив акторський відділ на кафедрі PWST у Варшаві. У 1948—1950 роках вивчав історію мистецтв у Варшавському університеті. У 1956 році закінчив режисерський факультет PWST (Варшавської академії драматичного мистецтва).

## Артистична діяльність

### 1952—1963
У 1952—1953 роках був актором Народного театру у Варшаві, а в 1953—1954 роках Національного театру.

Закінчивши режисерське навчання, він почав співпрацювати з театром «Wybrzeże» в Гданську, де режисурував і грав на сцені, а в 1958—1960 роках був художнім керівником. Він співпрацював там з режисерами Конрадом Свінарським та Анджеєм Вайдою, який дебютував у театрі «Вибжеже» як режисер театру, а також акторами Мирославою Дубравською (дружиною), Збігнєвом Цибульським, Богумілом Кобєлою та Владіславом Ковальським.

У 1960—1962 — режисер у наступних театрах у Варшаві: Атенеум, Польському та Сирена.

У 1962—1963 роках режисер драматичних театрів у Вроцлаві. До його найважливіших досягнень цього періоду належать постановки у театрі Вибжеже: «Макбет» Вільяма Шекспіра (1958) та «Носороги» Ежена Йонеско (1960), а ще Король Лір Шекспіра у Польському театрі у Варшаві (1962).